# Kuivilla susta (singolo)
Kuivilla susta è il primo singolo tratto dall'album omonimo dalla cantante finlandese Kristiina Brask.
È stato reso disponibile su MySpace il 5 giugno 2009, l'8 giugno è stato inviato alle radio, mentre il 15 giugno è stato lanciato nella vendita digitale.
La canzone è stata composta e scritta da Lifehouse, Michel Zitrone e Stig. Il testo è di Kristiina Brask e Sara Wheeler Hopeahaarniskan. Il brano è stato prodotto da MGI e mixato da Goodwill.
Il video musicale del brano, diretto da Mikko Harman, è stato pubblicato il 21 agosto 2009.

## Classifiche
| Classifica | Posizione massima |
| ---------- | ----------------- |
| Finlandia  | 15                |
| Finlandia  | 11                |